# Atelopus ignescens
Atelopus ignescens är en groddjursart som först beskrevs av Emilio Cornalia 1849.  Atelopus ignescens ingår i släktet Atelopus och familjen paddor. Inga underarter finns listade.
Denna padda förekommer i Anderna i Ecuador. Arten lever i regioner mellan 2800 och 4200 meter över havet. Den vistas i bergsskogar och i buskskogar. Grodynglens utveckling sker i små vattendrag i klippiga områden. Atelopus ignescens besöker ibland angränsande gräsmarker som brukas som betesmarker.
Beståndet hotas främst av svampsjukdomar som orsakas av gisselsvampar. Populationen påverkas även negativ av skogarnas omvandling till jordbruksmark och av skogsbränder. Troligtvis dödas några exemplar av introducerade laxfiskar. Arten var vanligt förekommande fram till 1980-talet omkring året 2000 hittades inga individer och Atelopus ignescens listades som utdöd. En expedition från 2016 upptäckte åter ett fåtal exemplar. Hela populationen består antagligen av färre än 250 individer. IUCN kategoriserar arten globalt som akut hotad.